# 二月九日杀手
二月九日杀手（英語：February 9 Killer）是一名身份已經被確認的连环杀手。據信於2006年犯下美国犹他州盐湖县的索妮娅·梅嘉谋杀案，再於2008年犯下达米阿那·卡斯蒂略谋杀案。两案发生日期均為二月九日，故而得名。

## 侦查
于2009年，发生于犹他州泰勒斯维尔的索妮娅·梅嘉谋杀案和发生于犹他州西瓦利城的达米阿那·卡斯蒂略谋杀案通过DNA分析被联系起来。与此同时，相应的警察部门公布了一份嫌疑人描述：一位十几岁或二十岁出头的西班牙裔男性。此后，一个由二十人组成的特别调查组成立。
截至2011年，该起案件被列为冷案。2018年，二月九日杀手身份被确认，其正在另一州监狱服刑，犹他州的引渡请求已得到同意。2022年1月公開的文件顯示顯示嫌疑人是41歲的墨西哥國民Juan Arreola-Murrillo，2008年曾因欺詐而被驅逐回墨西哥，直到2018被遣返至犹他州。

## 受害者
- 索妮娅·梅嘉（Sonia Mejia），29岁，在位于泰勒斯维尔的公寓中被强奸并被勒死。
- 索妮娅·梅嘉未出生的婴儿，[5] 孕期在5至6个月间。
- 达米阿那·卡斯蒂略 （Damiana Castillo），57岁，在位于西瓦利城的公寓中被勒死。